# Arno Klarsfeld
Pour les articles homonymes, voir Klarsfeld.
Arno Klarsfeld, né le 27 août 1965 dans le 16e arrondissement de Paris, est un juriste et une personnalité médiatique et politique franco-israélien, avocat puis conseiller d'État.
Il participe aux procès de criminels nazis en tant qu'avocat de l'association des Fils et filles de déportés juifs de France. Il exerce diverses missions nationales à la demande du président Nicolas Sarkozy. 
Il est connu pour ses prises de position controversées sur la guerre en Ukraine, reprenant les arguments du Kremlin.

## Biographie

### Famille et études

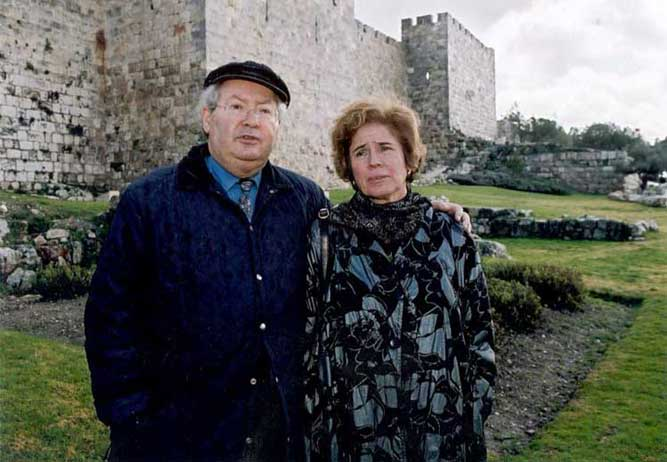
Serge et Beate Klarsfeld, les parents d'Arno Klarsfeld, en 2007.

Il est le fils aîné de Serge Klarsfeld, avocat et écrivain juif ashkénaze d'origine roumaine, et de Beate Klarsfeld, protestante militante antinazie allemande, fille d'un ancien soldat de la Wehrmacht.
Ses parents sont connus pour leur engagement comme « chasseurs de nazis » et défenseurs des fils et filles de déportés au sein de l'association qu'ils ont créée en 1979. Lui-même porte le prénom de son grand-père paternel, assassiné à Auschwitz.
Durant son enfance, il suit à plusieurs reprises sa mère à travers l'Europe et passe des étés dans un kibboutz sur le Golan. Il va également dans des colonies de vacances communautaires et y a pour moniteur Alain Jakubowicz qui sera président de la ligue internationale contre le racisme et l'antisémitisme du 31 janvier 2010 à octobre 2017.
Il fait ses études aux lycées Janson-de-Sailly et Claude-Bernard à Paris, puis dans les universités de Paris II Panthéon-Assas et Sorbonne-Paris IV, sanctionné par une maîtrise de droit. À l'université de New York, il obtient un master en droit international.

### Avocat engagé
En 1987, il assiste au procès Barbie. En 1988, il entre au cabinet d'avocat de Roland Dumas. Il s'inscrit au barreau de Paris en 1989, puis à ceux de New York et de Californie en 1990.
Aux États-Unis, il rejoint la banque Lazard puis le cabinet d'affaires new-yorkais Skadden, Arps, Slate, Meagher & Flom.
Il commence une série d'actes de provocation : en 1987 il monte sur l'estrade lors du meeting du Bourget du Front national avec un t-shirt « Le Pen = Nazi », après quoi il est frappé par le service d'ordre du parti ; en 1989, il se rend en Autriche pour protester contre la visite du pape Jean-Paul II au président autrichien Kurt Waldheim, ancien officier dans la Wehrmacht, il est molesté pour s'être essuyé les doigts sur la chemise d'un policier autrichien lui ayant pris ses empreintes et écope de dix jours d'emprisonnement pour le port d'un uniforme nazi ; il tente de passer la frontière irakienne lors de la Guerre du Golfe (1990-1991),.
Il vote pour François Mitterrand à la présidentielle de 1988, puis pour Jacques Chirac en 1995 et 2002.
Fréquentant les soirées branchées de la jet set dans les années 1990, il a, de 1994 à 1996, une relation avec la mannequin Carla Bruni, qu'ils officialisent dans Paris Match, puis entretient une liaison avec Béatrice Dalle, avec qui il se mobilise contre la poussée du Front national à Vitrolles en 1997.
Il quitte ensuite le cabinet américain pour celui de son père et de sa sœur à Paris. Depuis, il est l'avocat de l'association des Fils et filles de déportés juifs de France (FFDJF).
En 1994, il est, avec Charles Libman, avocat des parties civiles au procès de Paul Touvier, chef de la Milice à Chambéry et à Lyon, condamné à la réclusion à perpétuité. Lors du procès, il montre une connaissance parfaite du dossier de 30 000 pages et se démarque des autres parties civiles en argumentant sur le fait que Touvier avait décidé seul de procéder à des exécutions, sans avoir reçu d'ordre des Allemands. Il prend ainsi le risque, avec l'accord de son père, de sortir ces crimes de la notion de crime contre l'humanité et qu'ils soient prescrits.
D'octobre 1997 à avril 1998, Arno Klarsfeld représente l'association des Fils et filles de déportés juifs de France lors du procès de Maurice Papon. Il se démarque des autres parties civiles, qui demandent la réclusion à perpétuité, en réclamant une condamnation à dix ans de prison.
Il se prononce régulièrement pour la création de cours internationales afin de juger les criminels de guerre pour des massacres tels que ceux du Kosovo ou le génocide au Rwanda. En 2000, il produit un documentaire où on le voit militer contre la double peine auprès des députés français.
Il tient brièvement des chroniques sur Europe 1 et Canal+.
En 2003, il prend la nationalité israélienne et il effectue son service militaire au sein d'une unité de gardes-frontières de Tsahal,.
Il est l'avocat des clients de ses parents, eux-mêmes « avocats inlassables des fils et filles de déportés ». Il cultive comme eux l'art de la provocation, : il se donne un « look branché », arrive au palais de justice en patins à roulettes,, joue avec les médias, jette un verre d'eau à la tête d'un contradicteur, Robert Ménard, lors d'un débat télévisé, ou encore affirme que le MRAP est antisémite : « Écartelé entre le narcissisme et la défense des grandes causes, l’intellectualité gauche et l’éloquence mondaine, l’engagement et la désinvolture ou les maladresses, il brouille, malgré lui, les cartes et les conversations… ».
Il intervient régulièrement sur des questions relatives à l'antisémitisme, comme les polémiques entourant l'humoriste Dieudonné, contre lequel lui et ses parents ont appelé à manifester en janvier 2014,.

### Missions auprès de Nicolas Sarkozy et des gouvernements Fillon
Sportif (il pratique le marathon et le triathlon), il se lie d'amitié avec Nicolas Sarkozy, croisé par hasard à vélo à Longchamp, et lui propose ses services. Celui-ci, alors président de l'UMP, lui confie en décembre 2005, la rédaction d'un « travail approfondi sur la loi, l'Histoire et le devoir de mémoire », à la suite de la polémique autour de la loi mémorielle du 23 février 2005, portant reconnaissance de la Nation et contribution nationale en faveur des Français rapatriés mentionnant le « rôle positif » de la colonisation. Mais ses recommandations ne sont pas reprises par Nicolas Sarkozy.
En mai 2006, ce dernier lui demande à nouveau des propositions sur la prévention de la délinquance des mineurs. La recommandation d'Arno Klarsfeld de juger les délinquants récidivistes de 16 à 18 ans comme des majeurs, n'est pas non plus reprise dans le projet de loi de prévention de la délinquance.
Le 28 juin 2006, Nicolas Sarkozy, ministre de l'Intérieur, nomme Arno Klarsfeld médiateur national auprès des sans-papiers parents d'enfants scolarisés, décision immédiatement critiquée par la Ligue des droits de l'homme qui y voit une « diversion médiatique ». Il traite quelques centaines de dossiers, sur les 30 000 déposés.
En décembre 2006, Arno Klarsfeld est chargé par Nicolas Sarkozy de résoudre la crise provoquée par la mobilisation des SDF avec l'association Les Enfants de Don Quichotte. Il refuse l'option des réquisitions et prône l'ouverture de nouveaux centres d'accueil de nuit plus petits.
Enfin, il se voit chargé d'une mission de réflexion sur les transports et l'écologie en février 2007.
Après la victoire de Nicolas Sarkozy à l'élection présidentielle le 6 mai 2007, Arno Klarsfeld, pressenti pour un secrétariat d'État, est candidat pour l'UMP aux élections législatives dans la huitième circonscription de Paris (12e arrondissement) afin de succéder au député Jean de Gaulle dans un fief de la droite ayant voté majoritairement pour Ségolène Royal. Si ses adversaires lui reprochent sa médiatisation et de ne pas habiter dans le secteur, il est en ballottage favorable au soir du premier tour, mais il perd le second au profit de la candidate socialiste Sandrine Mazetier, qui l'emporte avec 55,85 % des voix.
Il est conseiller au sein du cabinet du Premier ministre François Fillon de juillet 2007 à octobre 2010. Il lui écrit « quelques notes sur des sujets de société », se rend en Haïti après le séisme de janvier 2010.

### Membre du Conseil d'État
Klarsfeld est nommé conseiller d'État au tour extérieur lors du conseil des ministres du mercredi 27 octobre 2010, tandis que certains s'interrogent sur sa capacité à s'intégrer au sein de l'institution.
Président du conseil d'administration de l'Office français de l'immigration et de l'intégration à partir du 12 septembre 2011, il déclenche une polémique en déclarant que la politique de reconduite à la frontière du gouvernement Fillon ne les envoyait pas « vers Auschwitz », en considérant à propos des Roms que « lorsqu'on n'a qu'une pièce, on ne fait pas huit enfants ! » et en se prononçant en faveur de la construction d'un mur de 130 km entre la Grèce et la Turquie pour empêcher l'immigration illégale. Il est mis fin à ses fonctions par décret, le 15 janvier 2013 et il réintègre le Conseil d'État.
En janvier 2014, lors de la polémique concernant le spectacle de l'humoriste Dieudonné Le Mur, Arno Klarsfeld appelle à manifester devant sa salle de spectacle afin que ce spectacle soit considéré comme un trouble à l'ordre public et qu'il soit ainsi interdit,.

## Prises de positions

### Soutien à la guerre d'Irak
Arno Klarsfeld publie une tribune dans Le Monde du 11 février 2003, un mois avant le début de la guerre d'Irak, intitulée « Pour la guerre », où il rapproche l'Irak de Saddam Hussein et l'Allemagne hitlérienne. Il soutient en conséquence l'intervention américaine en Irak. C'est également au nom de l'amitié avec les États-Unis, de la protection due à Israël, et des droits de l'homme qu'il soutient l'intervention américaine.
Ce soutien à la guerre en Irak, ainsi que son engagement pro-Israélien, suscitera une polémique et lui sera reproché par le MRAP, lors de sa désignation par Nicolas Sarkozy pour mener une réflexion sur la colonisation.

### Ukraine
En septembre 2022, dans une tribune du Point, il s'oppose à l'intégration de l'Ukraine dans l'Union européenne à cause des lois mémorielles (ou de « désoviétisation ») engagées par le président Petro Porochenko à partir de 2015, qui réhabilitent des dirigeants nationalistes comme Stephan Bandera dont le nom a été donné à l'ancienne avenue de Moscou. Il dénonce également l'autorisation d'une manifestation autorisée d'une centaine d'hommes défilant en uniforme SS à Lviv en 2020. Selon The New Statesman, par cette condamnation de la « glorification » par l'Ukraine des collaborateurs nazis, Arno Klarsfeld nourrit parmi d'autres personnalités politiques ou intellectuels français, un doute sur le récit ukrainien de la guerre contre la Russie. 
Selon Politis, Arno Klarsfled « épouse sans vergogne l’argumentaire de Poutine », et tout comme le dirigeant russe, « instrumentalise grossièrement l’histoire ». Pour lui, « La Crimée est majoritairement russe et elle doit le rester… », « Quant au Donbass, moitié-moitié », cite l'hebdomadaire Franc-Tireur dans un portrait de l'avocat décrit comme « le Francis Lalanne de la géopolitique[pertinence contestée] ». La Tribune de Genève, dans un article sur la « perméabilité de l’espace médiatique français à la propagande du Kremlin », dénonce les propos d'Arno Klarsfled qui reprennent cette propagande, notamment le fait que l'Ukraine aurait « bâti son identité sur une haine de la Russie » et ne serait « pas innocente » de l'invasion qu'elle subit. Arno Klarsfeld écrit dans la revue d'extrême droite pro-Kremlin Omerta,.

### Propos polémiques sur CNEWS
Lors de l'émission L'Heure des pros du 31 octobre 2023 sur CNews, il déclare que « l'antisémistisme provient essentiellement de la population musulmane qui essaie d'effrayer les juifs dans le meilleur des cas ou dans le pire des cas qui parfois quand il y a un mot d'ordre les tue ou quand il y a des déséquilibrés aussi. Mais on peut voir aussi les choses différemment. Il y a six millions de musulmans, il y a six cent mille juifs. Les musulmans beaucoup travaillent sur les chantiers, ont accès à des explosifs, ils peuvent avoir accès à des armes à feu. S'il y avait un mot d'ordre pour tuer des juifs, il pourrait y avoir un attentat tous les jours,. »

### Soutien au Rassemblement national
En juin 2024, Arno Klarsfeld, dans le cadre d'une interview accordée à L'Express, déclare qu'« aujourd’hui, c’est La France insoumise qui est d’extrême droite ». Il déclare également que, comme son père Serge Klarsfeld, il voterait pour le Rassemblement national (RN) aux élections législatives en cas de duel avec La France insoumise (LFI),. Sur BFM TV, il justifie son choix en affirmant que Marine Le Pen « s'est distanciée de son père » Jean-Marie Le Pen et qu'« elle a fait évoluer son parti » en condamnant le collaborationnisme de Philippe Pétain,,.
En 2025, il participe à la conférence de Jérusalem, à laquelle sont invités les partis d’extrême droite européens, dont le Rassemblement national ; il déclare que « le Rassemblement national, ce n’est plus l’extrême droite [...] Aujourd’hui, c’est l’extrême gauche qui est devenue l’extrême droite ».

## Filmographie
Il joue un petit rôle dans le film Les Fugitifs (1986).

## Décoration
- Chevalier de l'ordre national du Mérite (décret du 14 novembre 2006). Le 24 novembre 2007, il est fait chevalier de l'ordre national du Mérite par le président de la République Nicolas Sarkozy.

## Ouvrages
- Touvier, un crime français, Fayard, 1994  (ISBN 2-213-59312-4)
- Les Dieux ne songent qu'à dormir, Flammarion, 1995  (ISBN 2-08-067092-1)
- Les Bâtons, Ramsay, 1997  (ISBN 2-84114-284-1)
- La Cour, les Nains et le Bouffon, Robert Laffont, 1999  (ISBN 2-221-08908-1)
- Avant-propos du livre de Daniel Hourès, Les Juifs, Service international de presse, Paris, 2002
- Israël transit : Entretiens avec Yves Derai, l'Archipel, 2005  (ISBN 2-84187-465-6)
- Âmes et animaux, Fayard, 2021  (ISBN 2-21371801-6)